# 1372 هـ
1372 هـ هي سنة في التقويم الهجري امتدت مقابلةً في التقويم الميلادي بين سنتي 1952 و1953.

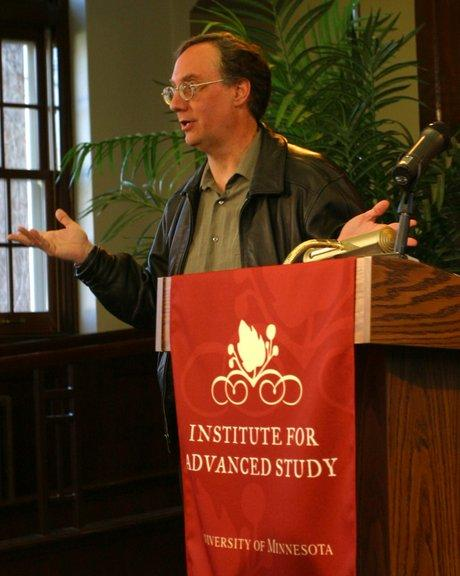
خوان كول

## مواليد
- عبادي الجوهر
- عبد الرحمن المريخي
- عبد الله الشلتي
- محمد أيوب
- محمد بن عبد الرحمن آل إسماعيل
- محمد بن خالد الفاضل
- أرقه دان
- خوان كول
- دينا بكر يونس
- سعود بن فهد بن عبد العزيز آل سعود
- سليمان العسعوسي
- صالح بن عبد الرحمن المحيميد
- صلاح الدين أرقه دان
- عبد الرحمن محمود المحمود
- عبد الله الزيد (إعلامي)
- عبد المحسن العبيكان
- عبدالمحسن العبيكان
- علي بن إبراهيم النملة
- عائشة الرشيد
- محسن المعلم
- يحيى الحليلي
- يوسف محمد البلوشي

## وفيات
- ميشال أبيكاريوس
- دعسان بن حطاب
- عبد الله البلادي البوشهري
- كارل زترستين
- كرنكو
- كفاية الله الدهلوي
- محمد الحجة الكوهكمري
- أحمد رضا
- محمد الكرود
- محمد حجت الكوهكمري
- محمد كرد علي
- محمد بن عبدالعزيز بن ماضي
- صالح بن عبد العزيز بن عبد الرحمن آل الشيخ